# Brice Chevtchenko
Pour les articles homonymes, voir Chevtchenko.
Pas d'image ? Cliquez ici

a Compétitions nationales et continentales officielles uniquement.

Dernière mise à jour le 18 septembre 2018.
Brice Chevtchenko, né le 19 juillet 1986 à Béziers, est un joueur de rugby à XV français évoluant au poste de demi de mêlée (1,75 m pour 80 kg), pouvant également jouer aux postes d'arrière (n°15) voire d'ailier (n°11 ou n°14). Il est le frère cadet du centre Simon Chevtchenko.

## Clubs
- Entente Vendres Lespignan Hérault XV
- RC Narbonne
- Tarbes Pyrénées rugby
- Sporting Club Leucate Corbieres Mediterranee XV

## Palmarès
- Vice-champion de France Reichel 2006, face à Bourgoin.